# Psykopomp
Psykopomp (av grekiska för ”själaförare”) är en religionshistorisk term för en varelse ansvarig att slussa över nydöda själar till livet efter detta som förekommer i de flesta religioners mytologi, exempelvis en ande, gud, demon eller ängel etc. 

## Lista över psykopomper
- Aztekisk mytologi
  - Xolotl
- Keltisk mytologi
  - Belatu-Cadros (särskilt Wales)
  - Epona
  - Ogmios
- Judisk mytologi
  - Azrael
  - Ärkeängeln Mikael
- Kristen mytologi
  - Sankte Per
- Egyptisk mytologi
  - Anubis
  - Neith
  - Horus
  - Set
  - Thot
- Engelsk mytologi
  - Waetla
- Etruskisk mytologi
  - Turms
- Grekisk mytologi
  - Artemis
  - Charon
  - Hermes
- Indisk mytologi
  - Agni
  - Pushan
  - Yama
- Inuitisk mytologi
  - Anguta
  - Pinga
- Islamisk mytologi
  - Azrael
  - Nakir och Munkar
- Mayansk mytologi
  - Ixtab
- Nordisk mytologi
  - Balder
  - Oden
  - Sleipner
  - Valkyrior
- Persisk mytologi
  - Mithra
- Polynesisk mytologi
  - Aumakua
- Romersk mytologi
  - Mercurius
- Sikhisk mytologi
  - Azrael
- Slavisk mytologi
  - Volos
- Voodoo
  - Ghede
- Zoroastrianism
  - Vohu Mano